# إدوارد (ممثل)
إدوارد (7 ديسمبر 1973 -)، مغني وممثل مصري.

## حياته
بدأ حياته الفنية كمطرب مثل والده بدر فؤاد، وعازف جيتار في فرقة غناء غربية اسمها «جيبسي» ثم أنتج لنفسه عددا من الأغاني المصورة، قبل أن يلتقطه المخرج الكبير أسامة فوزي ويشركه في دور صغير بفيلمه «بحب السيما»، الذي حصد جوائز عدة وأشترك في بطولته «ليلي علوي» و«محمود حميدة» عام2004، وبعدها انطلق «ادوارد» في عالم السينما ليشارك في العديد من الأفلام المصرية.

## أعمالة الفنية في مجال الغناء

### أغاني منفردة
- ليندا
- لايلو
- تبعد عني
- لصالح مين
- الله يجزيك
- الله يطمن
- شاغلني بالك
- High society
- هنا
- مجاليش قلب

هي دي تيجي نحلم
عروية ياهو ازز كابوريا عندي شعرة عروسة ياهو
وأغانى الله يجازيك، هنا، مجاليش قلب، تيجى نحلم من الحان الفنان محمد نبيل

## أعماله
| - سلاح سالم:2020 - عيش حياتك:2019 - الرجل الأخطر:2018 - فين قلبي؟ (فيلم):2017 - يا تهدي يا تعدي:2017 - كنغر حبنا:2016-كرم - الجيل الرابع 4G:2015-طلعت الشاطر - كابتن مصر:2015-عادل - الدنيا مقلوبة (فيلم):2015 - كلام جرايد:2014-مراد - مراتي وزوجتي:2014 - النبطشي:2014-صبحي - صنع في مصر:2014-دكتور اشرف - سمير أبو النيل:2013 - على جثتي:2013-محمود - فبراير الأسود:2013 | - 31/12: 2013-رستم رئيس المباحث - غش الزوجية:2012-رؤوف - بنات العم:2012-عزيز الهنش - مهمة في فيلم قديم:2012 - مستر أند مسز عويس:2012-سمير صبري - 30 فبراير:2012-ضيف شرف - حفلة منتصف الليل:2012-هاني - بابا:2012-أمجد - إذاعة حب:2011-بمبم - سامي أكسيد الكربون:2011-مدحت - عسل إسود:2010-سعيد - أحاسيس:2010-أحمد - محترم إلا ربع:2010-يسري - اشحنلي واعرضلك (فيلم):2010 | - بدون رقابة:2009-سامح - الأكاديمية:2009-وسيم - الديكتاتور:2009 - حد سامع حاجة:2009-وليد - رمضان مبروك أبو العلمين حمودة:2008-فريد مدرس الموسيقى - بوشكاش:2008 - حسن ومرقص:2008-هاني - شبه منحرف:2008 - المش مهندس حسن:2008-كريم - بلطية العايمة:2008-قاهر - مفيش فايدة:2008-حكيم - كباريه:2008-أبو السعود - ليلة في القمر:2008 | - الدادة دودي:2008-سيد - والد بوجي - عصابة الدكتور عمر:2007-هشام - أنا مش معاهم:2007-كريم أبو حنا - أحلام الفتى الطايش:2007-شريف الشريف - خليج نعمة:2007-فهد - شيكامارا:2007-بودي - كلام في الحب:2006-حسام فريد - المطرب - جعلتني مجرما:2006-جمعة - في محطة مصر:2006 - علاقات خاصة:2006-متسول - ضيف شرف - بحبك وبموت فيك:2005-محمد جمعة - حريم كريم:2005-معتز - بحب السيما:2004 -لمعي زوج نوسة |

### مسلسلات
- : 2025
- ملف سري: 2022
- كوفيد 25: 2021.[2]
- لؤلؤ: 2021
- نسل الأغراب:2021
- فرصة تانية: 2020
- مسلسل البرنس: 2020
- ولد الغلابة: 2019 - صدّيق
- كابتن أنوش:2017-حواكه
- طاقة القدر:2017-أبو عميرة
- لمعي القط:2017
- الزيبق:2017
- السبع صنايع:2017-ضيف شرف
- القيصر:2016-ماجد نصار
- كابتن أنوش:2017-حواكه
- طاقة القدر:2017-أبو عميرة
- لمعي القط:2017
- الزيبق:2017
- السبع صنايع:2017-ضيف شرف
- القيصر:2016-ماجد نصار
- كابتن أنوش:2017-حواكه
- طاقة القدر:2017-أبو عميرة
- لمعي القط:2017
- الزيبق:2017
- السبع صنايع:2017-ضيف شرف
- القيصر:2016-ماجد نصار
- حب على نضافة:2016 - مسرحية
- ونوس:2016-الزبون السكران - ضيف شرف
- أبو البنات:2016-صلاح
- استيفا:2015
- لما تامر ساب شوقية:2015
- ولي العهد:2015-رحمي الجهجهوني
- أنا عشقت:2014
- صاحب السعادة:2014-الشيف شلبي
- إثبات شخصيّة:2013
- أحلى أيام:2013-بشخصيته
- العيادة في التحرير:2012
- الفلتة (ج2):2012-ضيف شرف
- إبن موت:2012-دانيال
- خرم إبره:2012-عماد
- رقم مجهول:2012-سامي
- عروسة ياهووو:2012
- اغتيال شمس:2010-مسعود
- عايزة أتجوز:2010-ضيف شرف
- حواكة بوت:2009
- العيادة ج1، 2:2008، 2009-صلاح
- آن الأوان:2006-صلاح
- عبدالحميد أكاديمي:2005-مطرب

### مسرحيات
- بابا جاب موز:2014-(محسوب)
- حبيبي المضروب:2013
- سكر هانم:2010-(فريد)

### مسلسل إذاعي
- أزمة نفسية:2014
- عايش:2011
- أطلبيني من بابا:2009-(عبد الله)
- يا أنا يا أنت:2010-(مدحت)
- من قتل تامر وزه:2009
- حلزوني:2008
- الحلوة والكداب:2007
- صلاح الخير:2007-(سيد)

### برامج
| - عيش الليلة:2017 - بيومي أفندي:2017 - وش السعد:2016 - إوعي يجيلك إدوارد:2016- (مقدم البرنامج) - رامز بيلعب بالنار:2016 - أبلة فاهيتا من الدوبلكس:2015 - Cash Or Splash:2015 | - هبوط اضطراري:2015 - رامز واكل الجو:2015 - صاحبة السعادة:2014 - رجعنا صغيرين:2014 - فؤش في المعسكر:2014 - في الهوا سوا:2013 - (بشخصه) - رامز ثعلب الصحراء:2012 | - لعب النجوم:2012 - نوّرت:2012 - الليلة مع فايز:2012 - هكشن:2011 - الحكم بعد المزاولة:2011 - رامز قلب الأسد:2011 - ماكنش يومك:2011 | - ماتيجي أقولك:2011 - الليلة مع جنا:2011 - حيلهم بينهم من الآخر:2010- (أداء المقالب) - حيلهم بينهم كمان وكمان:2010 - دارك:2008 - عفاريت حسين الإمام:2008 - حيلهم بينهم:2007 |

## برامجه
- حيلهم بينهم من الآخر
- في الهوا سو

## وصلات خارجية
- إدوارد على موقع IMDb (الإنجليزية)
- إدوارد على موقع الدهليز
- إدوارد على موقع قاعدة بيانات الأفلام العربية
- إدوارد على موقع ديسكوغز (الإنجليزية)
- إدوارد على موقع قاعدة بيانات الفيلم (الإنجليزية)
- إدوارد على موقع كينوبويسك (الروسية)